# Dentinho
Pour les articles homonymes, voir Bonfim.
Bruno Ferreira Bonfim, plus connu sous le nom de Dentinho, est un footballeur brésilien né le 19 janvier 1989 à São Paulo (État de São Paulo, Brésil). Il joue au poste d'attaquant.
Il fit sa première apparition dans le Championnat du Brésil de football contre le SE Palmeiras et marqua son premier but contre le Fluminense FC.

## Biographie
Prêté par le Chakhtar Donetsk, Dentinho signe un contrat avec le club istanbuliote Besiktas JK le 24 janvier 2013,,,.
Dentinho signe un contrat d'un an et demi ou il gagnera 600 000 € pour la saison 2012-2013 et 1.200 000 €[pas clair] pour la saison 2013-2014. Néanmoins selon l'accord entre les deux clubs, si le joueur est rappelé en Ukraine à la mi-saison il ne sera pas payé pour ses cinq derniers mois.

## Palmarès
SC Corinthians
- Vainqueur de la Coupe du Brésil en 2009.
- Vainqueur du Championnat de Série B du Brésil en 2008.
- Vainqueur du Championnat de São Paulo en 2009.

 Chakhtar Donetsk
- Champion d'Ukraine en 2012, 2013, 2014, 2017, 2018 et 2019.
- Vainqueur de la Supercoupe d'Ukraine en 2015 et 2017.